# Trận Oltenița
Trận Oltenița (hoặc Oltenitza) diễn ra vào ngày 4 tháng 11 năm 1853 và là cuộc đụng độ đầu tiên của Chiến tranh Krym. Trong trận này, một đạo quân Ottoman do Omar Pasha chỉ huy đã phòng thủ các vị trí được củng cố trước đợt tấn công của lực lượng Nga do Tướng Peter Dannenberg dẫn đầu, cho đến khi quân Nga nhận lệnh rút lui. Cuộc tấn công của Nga bị chấm dứt ngay khi họ vừa tiếp cận các công sự của Ottoman, và họ rút lui trong trật tự, nhưng vẫn phải chịu tổn thất nặng nề. Phía Ottoman giữ vững được vị trí, nhưng không truy kích, và sau đó rút về phía bên kia sông Danube.

## Bối cảnh
Trận đánh này diễn ra trong khuôn khổ Chiến tranh Krym. Trước khi chiến tranh nổ ra, Đế quốc Nga đã chiếm đóng các Công quốc Danube là Moldavia và Wallachia, triển khai quân đội dọc theo bờ trái (phía bắc) sông Danube, ranh giới với lãnh thổ của Đế quốc Ottoman. Đáp lại, Đế quốc Ottoman đã điều quân dưới quyền tổng chỉ huy của Omar Pasha đến bờ phải để đối đầu với quân Nga. Ở sườn trái của mình, quân Ottoman tập trung một lực lượng lớn gần pháo đài Vidin, nằm cực tây; tuy nhiên, khu vực này gần như không có lực lượng Nga đáng kể do lo ngại va chạm ngoại giao với Áo. Ở khu vực trung tâm, các lực lượng Nga ở phía nam Bucharest phải đối đầu với quân Ottoman đóng tại các pháo đài Ruse, Turtukai và Silistra. Sau khi gửi tối hậu thư vào ngày 4 tháng 10 năm 1853 yêu cầu quân Nga rút lui trong vòng hai tuần, quân Ottoman dưới sự chỉ huy của Ferik Ismail Pasha đã vượt sông Danube từ Vidin sang Kalafat vào ngày 28 tháng 10 nhằm đẩy lùi quân Nga khỏi phần phía tây của Wallachia. Đến ngày 30 tháng 10, chính Omar Pasha đã có mặt tại tuyến tập kết gần pháo đài Turtukai để trực tiếp nắm quyền chỉ huy.

## Diễn biến

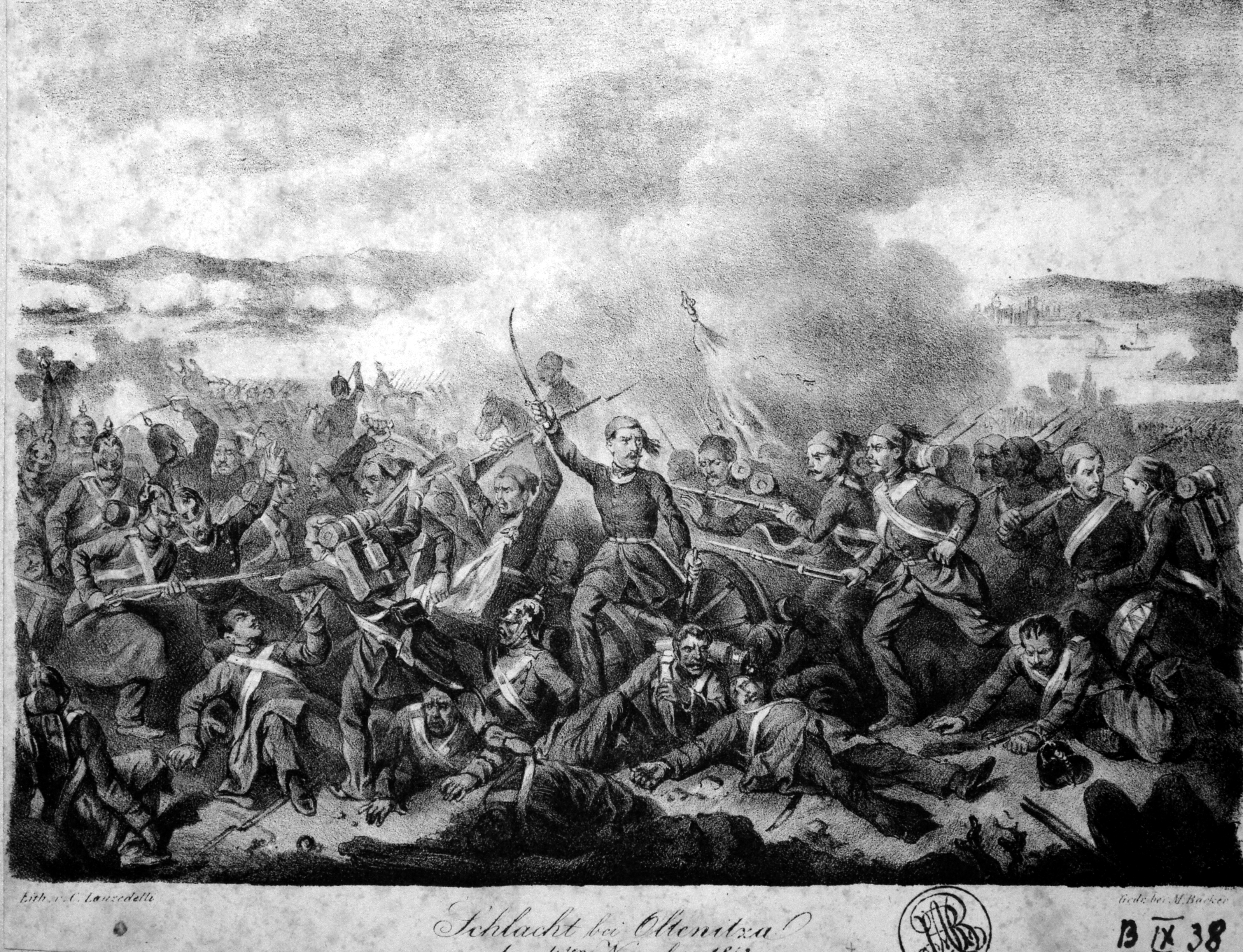
Battle of Oltenița by Karl Lanzedelli

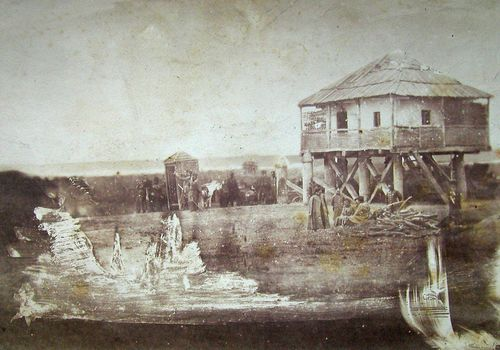
The Oltenița Quarantine in 1854, photograph by Carol Szathmari

Vào ngày 2 tháng 11 năm 1853, lực lượng tiên phong của quân Ottoman dưới quyền chỉ huy của Omar Pasha đã vượt sông Danube tại khu vực phía Đông Wallachia và chiếm giữ một đồn kiểm dịch được gia cố gần làng Oltenița, đối diện với pháo đài Turtukai. Ban đầu, một tiểu đoàn Ottoman vượt sông, tiếp theo là một tiểu đoàn khác; họ đã tiến hành một số công tác củng cố phòng thủ. Theo báo cáo của Omar Pasha, tại đầu cầu có ba đại đội bộ binh thường, hai đại đội lính bắn tỉa, khoảng 150 kỵ binh và 6 khẩu pháo. Nhiều trận địa pháo cũng được bố trí ở bờ phải (thuộc Ottoman) của sông Danube, cũng như trên đảo gần khu kiểm dịch. Trong suốt trận đánh, Omar Pasha vẫn ở lại Turtukai. Ngày 4 tháng 11, quân đội Nga dưới quyền tướng Peter Dannenberg đã tấn công vị trí phòng thủ của quân Ottoman. Lực lượng Nga gồm 8 tiểu đoàn bộ binh và 9 đại đội kỵ binh (tổng cộng khoảng 6.000 quân). Trong hai giờ đầu, pháo binh Nga (16 khẩu) nã đạn liên tục, từng bước tiến sát đến tuyến phòng thủ của Ottoman. Khi nhận thấy hỏa lực phản công của đối phương đã suy yếu đáng kể, quân Nga đồng loạt xung phong toàn bộ bộ binh. Dưới hỏa lực dữ dội của súng trường và pháo binh Ottoman, quân Nga tiến công theo đội hình tiểu đoàn dày đặc và chịu tổn thất nặng nề. Họ tiếp cận được đến hào phòng thủ nhưng bị lệnh rút lui, với khoảng 970 binh sĩ thương vong.
Thất bại này được cho là do nhiều nguyên nhân: binh lực ít hơn, trinh sát kém, và thiếu hỗ trợ hỏa lực pháo binh — vốn không đủ sức chế áp hệ thống pháo binh kiên cố của Ottoman. Ngoài ra, mệnh lệnh rút quân được ban hành đúng vào lúc quân Nga đang đà công phá hiệu quả các vị trí của đối phương.  Hoàng đế Nicholas I sau khi nghiên cứu trận đánh đã nhận định rằng lực lượng của Dannenberg không có đủ pháo binh để đẩy quân Ottoman ra khỏi tuyến phòng thủ, và pháo binh đối phương còn được yểm trợ bởi các trận địa khác đặt ở bờ phải sông Danube. Ông cũng cho rằng lẽ ra quân Nga nên triển khai đội hình tản rộng hơn và sử dụng xạ thủ để tấn công vào các lỗ châu mai. Dannenberg biện minh rằng nếu tiến sâu vào trận địa Ottoman, quân Nga sẽ trở thành mục tiêu dễ bị tấn công bởi pháo binh từ bờ đối diện. Tuy nhiên, lời giải thích này bị xem là chưa thỏa đáng, bởi nếu vậy thì lý do gì khiến ông vẫn ra lệnh tấn công ngay từ đầu.
Về phía Ottoman, Omar Pasha tuyên bố chỉ có khoảng 180 binh sĩ thương vong. Quân Nga, dù không nắm rõ tổn thất thực tế của đối phương, vẫn cho rằng quân Ottoman phải chịu thiệt hại lớn do hỏa lực đạn chùm được sử dụng ở cự ly gần. Tổn thất của Nga theo nhiều nguồn dao động từ 90 đến 236 người thiệt mạng và khoảng 724 người bị thương. Báo cáo y tế chính thức ghi nhận 718 người bị thương, trong đó 31 người đã tử vong.

## Hậu quả
Trận Oltenitza là cuộc đụng độ quân sự đầu tiên của Chiến tranh Krym. Kết quả là một thắng lợi chiến thuật cho quân đội Ottoman khi quân Nga rút lui và quân Ottoman giữ được đầu cầu bên bờ trái sông Danube. Tuy nhiên, quân Ottoman không truy kích quân Nga. Sau đó, bộ chỉ huy Nga điều thêm lực lượng đến Oltenitza, buộc quân Ottoman rút về vị trí ban đầu ở bờ phải sông. Trận đánh này đã được báo chí châu Âu phóng đại như một thắng lợi lớn của quân Ottoman, nhưng trên phương diện chiến lược, nó ít tạo ra ảnh hưởng đáng kể. Báo chí phương Tây cũng tỏ ra bối rối trước việc quân Ottoman rút lui ngay sau đó. Dẫu vậy, trận thắng vẫn khiến lòng tự tôn của Nga bị tổn thương, đồng thời khích lệ tinh thần Ottoman khi đây là thắng lợi thực sự đầu tiên của họ.